# Euclidas
Eucleidas foi rei da cidade-Estado grega de Esparta de 227 a.C. até 221 a.C. ano da sua morte, governou como pertencente à Dinastia Euripôntida, sendo embora da Dinastia Ágida: seu irmão Cleômenes III, depois de depor o rei Arquídamo V, instalou Eucleidas como rei a seu lado.
Arquídamo havia fugido para Messênia com medo de Cleômenes III, mas negociou sua volta ao trono. Chegando a Esparta, ele foi assassinado; por Cleômenes (segundo Políbio) ou pelos assassinos de Ágis IV (segundo Plutarco). Apesar dele ter deixado dois filhos, e de haver outros descedentes de Procles, Cleômenes III colocou seu irmão Eucleidas como rei.
Ele não foi sucedido por um rei: com a derrota de Esparta para Antígono Dóson da Macedônia na batalha de Selásia, Esparta se torna uma república (221 a.C. a 219 a.C.).